# AGS JH23
AGS JH23 — гоночный автомобиль Формулы-1 команды AGS, разработанный и построенный для участия в чемпионате 1988 года.

## История
Сезон 1988 года начинался радужно: новая машина, заключение контракта с крупным спонсором — французской «Bouygues group», начало строительства новой базы. В команду вернулся выступавший за неё ещё в Формуле-2 Филипп Штрейфф. Но потом, как это часто бывает в истории маленьких команд, в одночасье все рухнуло. «Bouygues» отказалась от спонсорства, строительство базы пришлось заморозить. Новая машина была лучше предыдущих, но не отличалась надежностью — за весь сезон Штрейф сумел добраться до финиша всего пять раз, лучшим из которых стало восьмое место в Судзуке. На развитие шасси не хватало средств и сил.
Зимой 1989-го конструктор Вандерплейн ушёл в команду Coloni, забрав с собой большую часть инженеров и механиков. На тестах в Рио в тяжелую аварию попал Штрейф — француз остался парализован ниже пояса. Случившееся так потрясло Жюльена, что он продал команду амбициозному французу Сирилю де Рувру. Штрейфа заменил Габриэле Тарквини, напарником которого стал брат погибшего в 1985 году Манфреда Винкельхока Йоахим. Сезон команда начала с прошлогодним шасси, которое после незначительных переработок получило индекс JH23B.
Отсутствие средств и устаревшая техника не помешали Тарквини показывать вполне достойные результаты. В Монако итальянец ехал шестым, когда отказала электрика (на трассе в этот момент оставалось 16 пилотов). В Мексике машина не подвела и Габриэле наконец-то получил заветное очко. Следующая гонка проходила в Финиксе и получилась, пожалуй, самой драматичной в истории команды — на последнем круге Тарквини сумел опередить Тьерри Бутсена и выйти на шестое место, но за два поворота до финиша отказал двигатель.
Правда, в чемпионате команда была представлена фактически одной машиной — Винкельхок семь раз подряд не смог пройти предквалификацию и после Гран-при Франции из команды отчислен. Вместо Винкельхока в команду взяли француза Янника Дальмаса. В Сильверстоуне команда выставила новую машину — JH24.

## Результаты выступлений в гонках
| Год  | Шасси | Двигатель                  | Шины | N° | Пилоты     | 1    | 2    | 3    | 4    | 5    | 6    | 7    | 8    | 9    | 10   | 11   | 12   | 13  | 14   | 15  | 16  | Место | Очки |
| ---- | ----- | -------------------------- | ---- | -- | ---------- | ---- | ---- | ---- | ---- | ---- | ---- | ---- | ---- | ---- | ---- | ---- | ---- | --- | ---- | --- | --- | ----- | ---- |
| 1988 | JH23  | Ford Cosworth DFZ, V8, 3,5 | G    |    |            | БРА  | САН  | МОН  | МЕК  | КАН  | ДЕТ  | ФРА  | ВЕЛ  | ГЕР  | ВЕН  | БЕЛ  | ИТА  | ПОР | ИСП  | ЯПО | АВС | НКЛ   | 0    |
| 1988 | JH23  | Ford Cosworth DFZ, V8, 3,5 | G    | 14 | Стрейфф    | Сход | 10   | НС   | 12   | Сход | Сход | Сход | Сход | Сход | 11   | 10   | Сход | 12  | Сход | 8   | 11  | НКЛ   | 0    |
| 1989 | JH23B | Ford Cosworth DFR, V8, 3,5 | G    |    |            | БРА  | САН  | МОН  | МЕК  | США  | КАН  | ФРА  | ВЕЛ  | ГЕР  | ВЕН  | БЕЛ  | ИТА  | ПОР | ИСП  | ЯПО | АВС | 15    | 1    |
| 1989 | JH23B | Ford Cosworth DFR, V8, 3,5 | G    | 40 | Тарквини   |      | 8    | Сход | 6    | 7    | Сход | Сход |      | НПКВ |      | НПКВ |      |     |      |     |     | 15    | 1    |
| 1989 | JH23B | Ford Cosworth DFR, V8, 3,5 | G    | 41 | Винкельхок | НПКВ | НПКВ | НПКВ | НПКВ | НПКВ | НПКВ | НПКВ |      |      |      |      |      |     |      |     |     | 15    | 1    |
| 1989 | JH23B | Ford Cosworth DFR, V8, 3,5 | G    | 41 | Дальмас    |      |      |      |      |      |      |      | НПКВ | НПКВ | НПКВ | НПКВ |      |     |      |     |     | 15    | 1    |

| Легенда к таблице |                                                                    |
| --- | ------------------------------------------------------------------ |
| В таблице перечислены результаты всех Гран-при Формулы-1, в которых использовался автомобиль. Строками таблицы являются сезоны, столбцами — этапы чемпионата мира. В каждой клетке указаны сокращённое название этапа и результат, дополнительно обозначенный цветом. Расшифровка обозначений и цветов представлена в нижеследующей таблице. |                                                                    |
| \| Пример \| Описание \| \| ------------ \| ------------------------------------------------------------------ \| \| 1 \| Победитель \| \| 2 \| Второе место \| \| 3 \| Третье место \| \| 5 \| Финишировал, заработав очки \| \| Сход \| Не финишировал, но при этом заработал очки \| \| 12 \| Финишировал, не получив очков \| \| НКЛ \| Финишировал, но не попал в финальную классификацию \| \| 15 \| Участвовал вне зачёта, либо по отдельной классификации \| \| 18 \| Не финишировал, но попал в финальную классификацию \| \| Сход \| Не финишировал \| \| НКВ \| Не прошёл квалификацию \| \| НПКВ \| Не прошёл предквалификацию \| \| ДСК \| Дисквалифицирован \| \| ИСК \| Исключён из протокола соревнований \| \| ТТ \| Заявлен для участия только в тренировках \| \| НС \| Участвовал в квалификации, но не стартовал в гонке \| \| Т \| Травмирован или болен \| \| ОТК \| Отказ от участия \| \| НТР \| Прибыл на соревнования, но на трассу не выезжал \| \| НПР \| Был заявлен в числе участников, но не прибыл к началу соревнований \| \| О \| Соревнования отменены \| \| \| Не участвовал \| \| Поул-позиция \| \| \| Быстрый круг \| \| |                                                                    |
| Пример | Описание                                                           |
| 1 | Победитель                                                         |
| 2 | Второе место                                                       |
| 3 | Третье место                                                       |
| 5 | Финишировал, заработав очки                                        |
| Сход | Не финишировал, но при этом заработал очки                         |
| 12 | Финишировал, не получив очков                                      |
| НКЛ | Финишировал, но не попал в финальную классификацию                 |
| 15 | Участвовал вне зачёта, либо по отдельной классификации             |
| 18 | Не финишировал, но попал в финальную классификацию                 |
| Сход | Не финишировал                                                     |
| НКВ | Не прошёл квалификацию                                             |
| НПКВ | Не прошёл предквалификацию                                         |
| ДСК | Дисквалифицирован                                                  |
| ИСК | Исключён из протокола соревнований                                 |
| ТТ | Заявлен для участия только в тренировках                           |
| НС | Участвовал в квалификации, но не стартовал в гонке                 |
| Т | Травмирован или болен                                              |
| ОТК | Отказ от участия                                                   |
| НТР | Прибыл на соревнования, но на трассу не выезжал                    |
| НПР | Был заявлен в числе участников, но не прибыл к началу соревнований |
| О | Соревнования отменены                                              |
| | Не участвовал                                                      |
| Поул-позиция |                                                                    |
| Быстрый круг |                                                                    |